# Beatrice av Vermandois
 Beatrice av Vermandois, född 880, död efter 931, var en drottning av Frankrike; gift med Robert I av Frankrike.
Hon var dotter till greve Heribert I av Vermandois. Hennes mor är okänd. 
Hon gifte sig med Robert, markis av Neustrien, år 895. Äktenskapet arrangerades som ett allianstraktat mellan den robertingiska dynastin och ätten Vermandois. Enligt historikern Christian Settipani förseglade denna förening freden mellan Robertianerna och Vermandois, anhängare av Karl den enfaldige, efter att kung Eudes, Roberts bror, erkände den karolingiske prinsen som sin efterträdare. Efter Eudes död, som inträffade den 3 januari 898, erkände adelsmännen, med respekt för pakten från föregående år, Karl  III, känd som "den enfaldige" som kung. Robert gjorde detsamma och behöll alla sina ägodelar och alla sina titlar.
Beatrice blev drottning av Västfrankerna efter att hennes man, som hade lett upproret mot kung Karl, utropats till kung den 22 juni 922, innan hon kröntes den 30 juni i Reims av ärkebiskopen av Sens, Gauthier I, i kyrkan Saint Rémi. 
Den efterföljande striden såg Roberts seger över Karl III, som tvingades fly till Lotharingen, men det ledde också till Roberts död. Neustrianerna bestämde sig då för att välja Beatrices svärson, hertig Rudolf av Burgund, som kröntes i Soissons den 13 juli, och Emma, Beatrices dotter, efterträdde då sin mor som frankernas drottning.
Datumet för Beatrices död är okänt: hon levde fortfarande den 26 mars 931, då hon nämns i ett dokument av hennes son Hugo.